# マーベル・カーヒル
マーベル・カーヒル（Mabel Cahill, 1863年4月2日 - 1905年1月1日）は、アイルランド・キルケニー県バリーラゲット出身の女子テニス選手。フルネームは Mabel Esmonde Cahill （マーベル・エスモンド・カーヒル）という。黎明期の全米選手権（現在の全米オープンテニス）で活躍した選手で、1891年と1892年の大会で女子シングルス・女子ダブルスに優勝し、1892年に混合ダブルスの第1回大会でも優勝した。

## 来歴
アイルランドの初期のテニス選手たちは、当地に近いウィンブルドン選手権を志したが、カーヒルは大西洋を渡ってアメリカの全米選手権に活躍の場を見いだした。最初期の全米選手権は、各部門が個別の名称を持ち、大会会場も別々のテニスクラブで開かれていた。女子シングルスは1887年から「全米女子シングルス選手権」（U.S. Women's National Singles Championship）という名前で始まり、女子ダブルスは2年後の1889年から正式競技に加えられた。初期のウィンブルドン選手権と同じく、全米選手権も「チャレンジ・ラウンド」（挑戦者決定戦）から「オールカマーズ・ファイナル」（大会前年優勝者とチャレンジ・ラウンド勝者で優勝を争う）への流れで優勝者を決定した。カーヒルが全米選手権に初参加した1890年は、女子シングルスの第4回大会にあたる。1890年の女子シングルスでは、カーヒルはエレン・ルーズベルトとの準決勝を途中棄権した。翌1891年、カーヒルは女子シングルス・女子ダブルスの2部門で初優勝を果たし、こうして「外国選手による最初のグランドスラム大会優勝者」になった。女子シングルスの第5回大会では、カーヒルは「チャレンジ・ラウンド」決勝でグレース・ルーズベルト（エレンの姉）に勝ち、「オールカマーズ・ファイナル」でも大会前年優勝者エレン・ルーズベルトを 6-4, 6-1, 4-6, 6-3 で破って優勝した。この年から、全米選手権の女子シングルス「オールカマーズ・ファイナル」は最大5セット・マッチで行われるようになった。第3回の女子ダブルスでは、カーヒルはエンマ・モーガンと組み、ルーズベルト姉妹を破って優勝している。
1892年から、全米選手権の混合ダブルス部門が「全米混合ダブルス選手権」（U.S. Mixed Doubles Championship）という名前の公式競技大会になった。カーヒルは「全米混合ダブルス選手権」の第1回大会で、クラレンス・ホバートとペアを組んで優勝を飾り、この部門で最初の優勝者になった。女子シングルスでは、大会前年優勝者として「チャレンジ・ラウンド」勝者のエリザベス・ムーアを待ち、「オールカマーズ・ファイナル」でムーアに 5-7, 6-3, 6-4, 4-6, 6-2 の5セットで勝利を得た。女子ダブルスでもアデライン・マッキンレーとペアを組んで優勝したカーヒルは、1892年の全米選手権で3部門すべてに優勝し、こうしてテニス史上初の「ハットトリック」達成者になった。
しかし、マーベル・カーヒルは1893年の全米選手権大会に出場を辞退する。アメリカにいた間、彼女は「ニューヨーク・テニスクラブ」に所属していたが、ほどなくしてアイルランドに帰国したと考えられる。
1976年に国際テニス殿堂入りした。

## 全米選手権の成績
- 女子シングルス：2勝（1891年＆1892年）　［大会2連覇］
- 女子ダブルス：2勝（1891年＆1892年）　［大会2連覇］
- 混合ダブルス：1勝（1892年）　［全米混合ダブルス選手権の第1回大会］